# Cyphorhinus
Cyphorhinus là một chi chim trong họ Troglodytidae.